# فردرو استار
فردرو استار (انگلیسی: Fredro Starr؛ زادهٔ ۱۸ آوریل ۱۹۷۱) خواننده رپ، تهیه‌کننده موسیقی و بازیگر اهل ایالات متحده آمریکا است. وی از سال ۱۹۸۸ میلادی تاکنون مشغول فعالیت بوده‌است.
از فیلم‌ها یا برنامه‌های تلویزیونی که وی در آن نقش داشته‌است می‌توان به آخرین رقص را نگه دار، سی‌اس‌آی: میامی، گشتاور، سیاه و سفید، کلاکرز، روشنش کن، اعتیاد و روزی از زندگی اشاره کرد.